# Bioenergiedorf

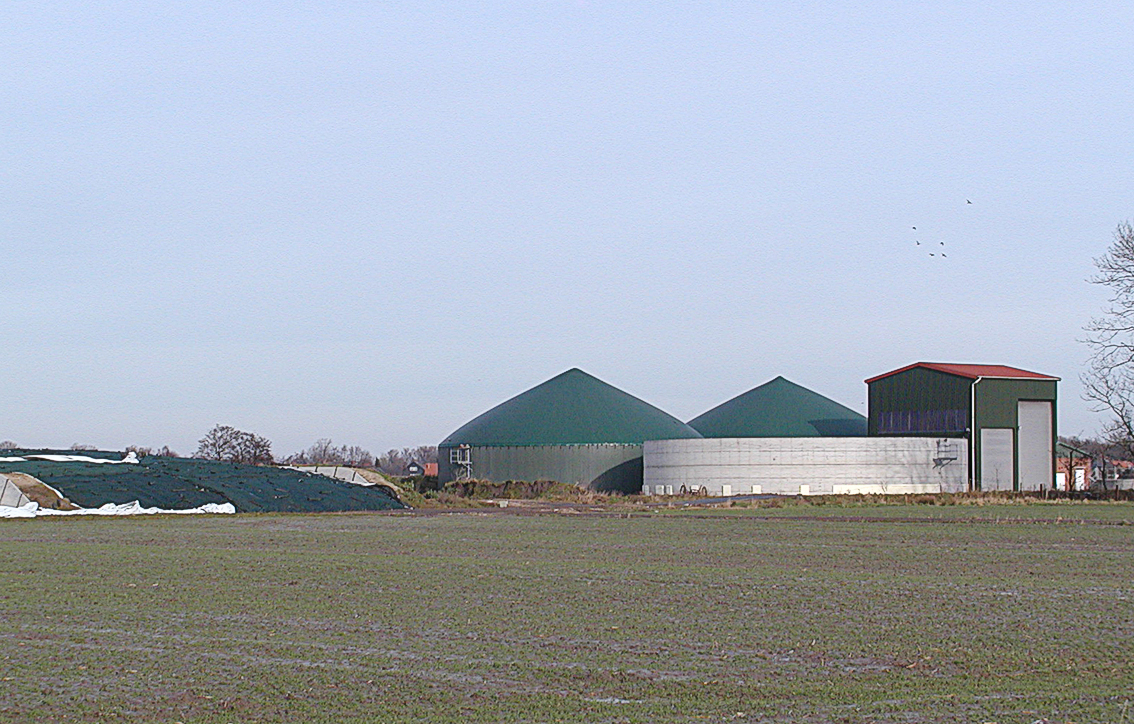
Biogasanlage in Neuhaus (Oste)

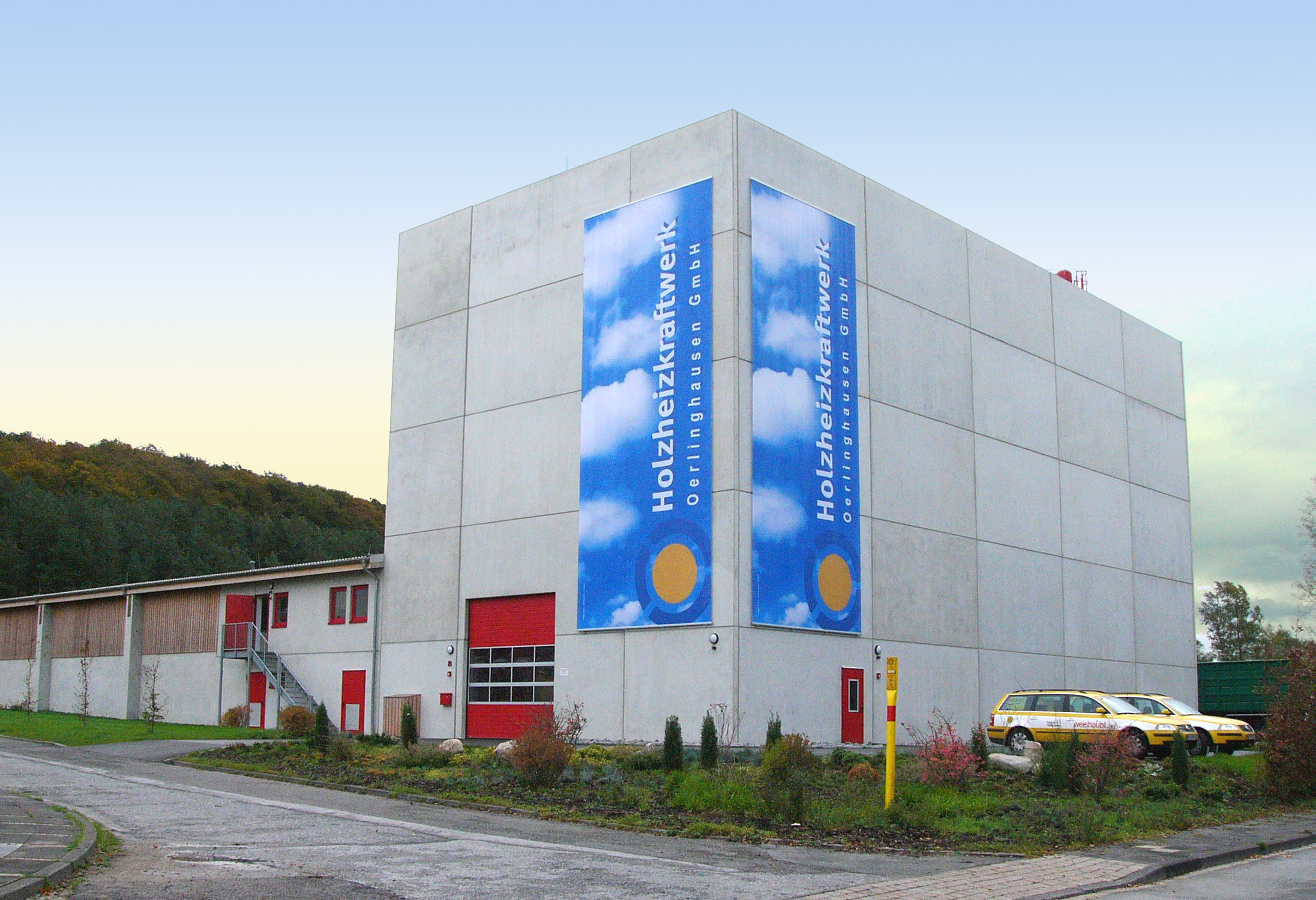
Holzheizkraftwerk in Oerlinghausen

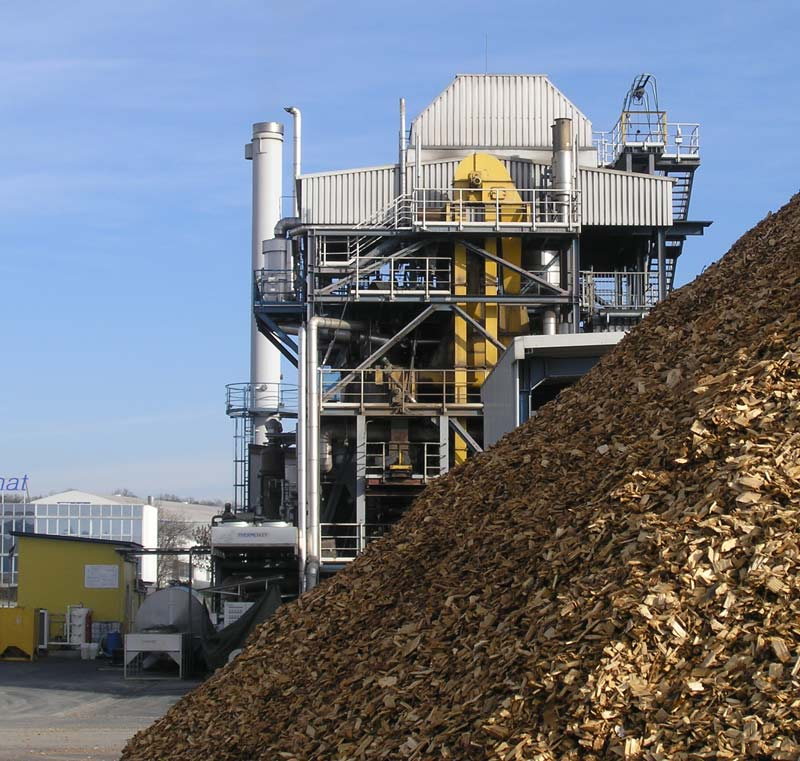
Holzvergaser in Güssing

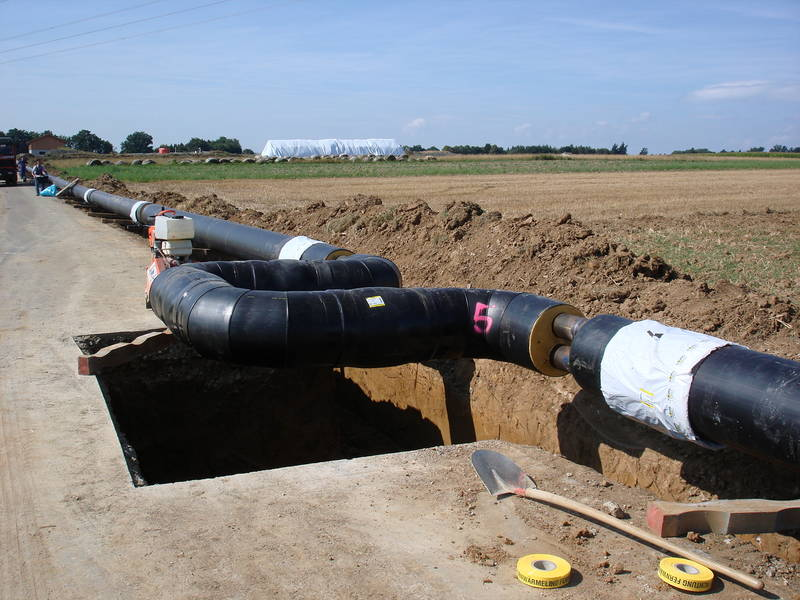
Nahwärmeleitung in Grosselfingen mit U-Dehner

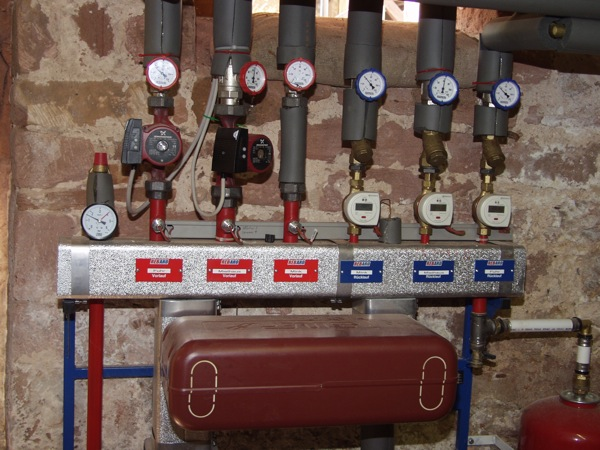
Hausverteiler eines Nahwärmenetzes

Ein Bioenergiedorf ist ein Dorf, das einen großen Teil seines Strom- und Wärmebedarfs unter Nutzung von überwiegend regional bereitgestellter Biomasse selbst deckt. Es gibt keine klaren Vorgaben, aber gängig ist diese Definition:
- Es wird mindestens so viel Strom erzeugt, wie vom Dorf benötigt wird.
- Mindestens die Hälfte der Wärme wird bereitgestellt, am besten durch Kraft-Wärme-Kopplung (KWK).
- Über 50 % der Anlagen sind im Besitz von Wärmeabnehmern und Landwirten.
- Die Biomasse stammt nicht aus Maismonokulturen oder von gentechnisch veränderten Pflanzen.[3]

Ein Bioenergiedorf dient unter anderem dem Klimaschutz und kann die regionale Wirtschaft stärken.
Basis der Energieversorgung ist häufig eine Biogasanlage oder ein Biomasseheizkraftwerk, die per KWK Strom und Wärme bereitstellen. Auch erneuerbare Energien, die nicht zur Bioenergie gehören, können zum Einsatz kommen, wie z. B. Photovoltaik, Solarthermie und anderes.

## Konzept
Das Konzept eines Bioenergiedorfes hängt stark von den örtlichen Rahmenbedingungen ab.
In landwirtschaftlich geprägten Regionen bietet sich beispielsweise eine Biogasanlage als zentrale Anlage des Energieversorgungskonzepts an. Landwirtschaftliche Betriebe können die benötigte Biomasse (Substrat) in Form von Silage, Mist, Gülle und anderem in ausreichender Menge bereitstellen.
In forstwirtschaftlich geprägten Regionen kann ein Biomasseheizkraftwerk als zentrale Anlage geeigneter sein, da Biomasse in Form z. B. von Holzhackschnitzeln bereitgestellt werden kann.
Diese Anlagen mit KWK laufen kontinuierlich und stellen somit immer eine bestimmte Menge Strom und Wärme bereit.
Der Strombedarf eines Dorfes schwankt jedoch stark, abhängig von Tageszeit, Jahreszeit und anderem (Lastprofil). Da eine Speicherung von Strom im kleinen Rahmen sehr aufwendig ist, wird der Strom in das Stromnetz eingespeist. Die Regelleistung wird somit von den Stromnetzbetreibern erbracht. Für Strom aus Biomasse wird durch das Erneuerbare-Energien-Gesetz (EEG) eine erhöhte Vergütung für 20 Jahre garantiert. Je nach Anlagenkonzept kann sich diese Vergütung durch bestimmte Boni noch erhöhen.
Der Wärmebedarf eines Dorfes schwankt noch stärker als der Strombedarf. Im Sommer wird über das Nahwärmenetz nur wenig Wärme für die Erwärmung von Brauchwasser abgesetzt, während der Bedarf durch Gebäudebeheizung im Winter auf ein Vielfaches steigt. Würde die zentrale KWK-Anlage entsprechend dimensioniert, würde ein großer Teil der zwangsläufig anfallenden Wärme im Sommer ungenutzt bleiben. Daher werden in der Regel Heizkessel wie z. B. Holzhackschnitzelheizungen installiert, die nur im Winter in Betrieb sind. Für die extremsten Lastspitzen an kalten Wintertagen kann zudem zusätzlich ein preiswerter Heizöl- bzw. Rapsmethylesterkessel installiert sein, so dass die Wärmeabnehmer über keine eigene Heizung mehr verfügen müssen.

## Förderungen und Wettbewerbe
Bioenergiedörfer werden durch verschiedene Förderungen und Wettbewerbe unterstützt. Der Wettbewerb Bioenergie-Dörfer 2010 richtete sich an kleine Gemeinden im ländlichen Raum in Deutschland, die maßgebliche Anteile ihres Strom- und Wärmebedarfs aus Biomasse decken. Prämiert wurden drei innovative Bioenergiedörfer, welche die Nutzung von Bioenergie mit regionaler Entwicklung verknüpfen. Ziel des Wettbewerbes war es, dass die Bioenergiedörfer eine Vorbildwirkung für die Entwicklung ländlicher Regionen und die regionale Nutzung von Biomasse entfalten. Zudem wurden noch mehrere Wettbewerbe wie zum Beispiel der Deutsche Solarpreis, der Wettbewerb Unser Dorf hat Zukunft und der Wettbewerb Energieeffizienz in Kommunen – Gute Beispiele 2010 veranstaltet.

### Regionale Wettbewerbe und Förderungen

#### Baden-Württemberg
In Baden-Württemberg werden Bioenergiedörfer durch das Landes-Förderprogramm Bioenergiedörfer, den Wettbewerb Baden-Württembergs Energie-Musterkommune und den Wettbewerb Bioenergiedörfer am Start gefördert.

#### Hessen
Von 2010 bis 2012 fand in Hessen der Wettbewerb BioEffizienz-Dorf Hessen statt.

#### Niedersachsen
Die Förderung von Energiedörfern wird in Niedersachsen durch den Wettbewerb Kl!ma kommunal und in der Bioenergie-Region Wendland-Elbetal auch durch den Regionalwettbewerb Bioenergiedörfer durchgeführt.

#### Schleswig-Holstein
In Schleswig-Holstein fand in 2010 die EnergieOlympiade statt.

## Projekte
Bis heute (2015) wurden in 175 Projekten eine Reihe von Bioenergiedörfern umgesetzt. Nachfolgend sind einige genauer beschrieben:

### Bonndorf

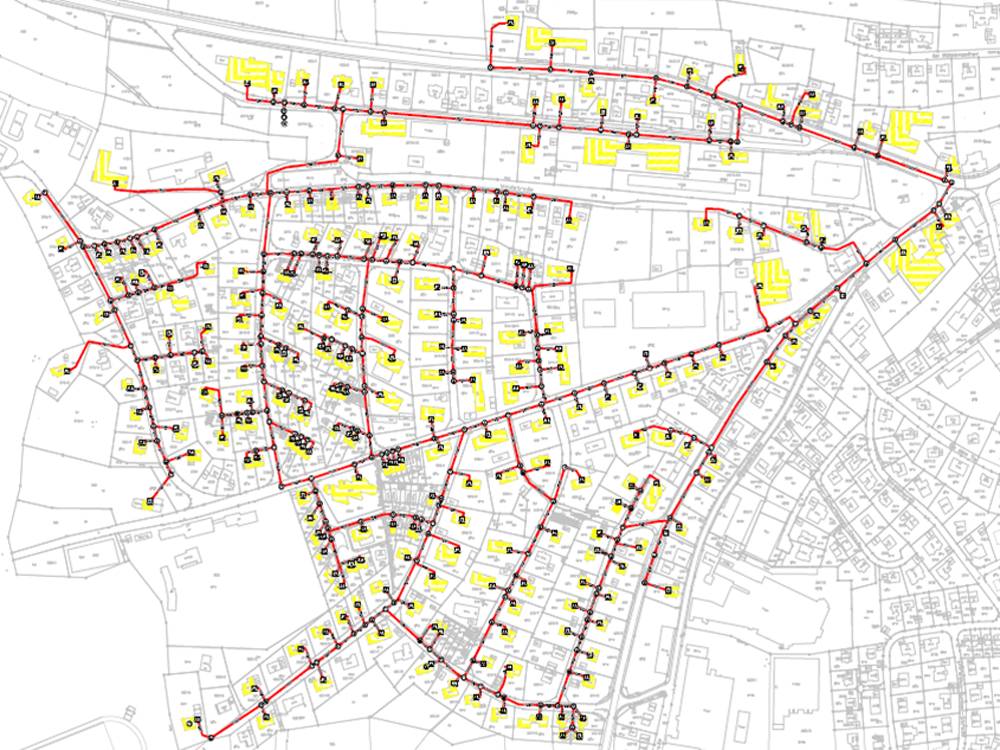
„Bonndorf West“

Bonndorf, eine Kleinstadt im Schwarzwald mit 6.800 Einwohnern, soll in drei Bauabschnitten komplett über Nahwärme versorgt werden. Der erste Bauabschnitt „Bonndorf West“ ist seit 2014 realisiert. Über ein 8 km langes Nahwärmenetz werden rund 150 Gebäude, im Sommer mit industrieller Abwärme und im Winter zusätzlich mit Wärme von Holzhackschnitzel-Kesseln versorgt. Im Heizhaus befindet sich ein Pufferspeicher mit 50.000 Litern. Als Redundanz wird ein Ölkessel vorgehalten.
Seit Herbst 2015 ist der 2. Bauabschnitt „Bonndorf Mitte“ fertig gestellt. Damit sind zwei Drittel des Ortes mit Nahwärme versorgt. Erstmals wird Prozessabwärme von Industrieabwärme zur Deckung der Grundlast eines regenerativen Wärmenetzes genutzt. 122 Gebäude werden zusätzlich über ein 6,5 km langes Nahwärmenetz ganzjährig mit industrieller Abwärme der Firma Hans Adler OHG versorgt.

### Breitenbrunn
Das kleine Dorf (ca. 350 Einwohner, Landkreis Nürnberger Land, Bayern) hat sich entschlossen die Wärme von Hackschnitzeln zum Heizen zu nutzen. Unter großem Eigenaufwand errichteten die Bewohner die Leitungen und das Kesselhaus mit zwei Hackschnitzelkessel mit 300 bzw. 400 kW Nennleistung. Die Grundsteinlegung des Heizwerkes war am 6. August 2010, Inbetriebnahme des Heiznetzes war am 23. Dezember 2010. Ein Anschluss an das Heizsystem war nicht zwingend, wurde aber größtenteils von der Bevölkerung eingerichtet. So kann beinahe jedes Haus in dem waldreichen Gebiet mit Bioenergie aus der Umgebung versorgt werden. Eine explizite Kraftwärmekopplung findet nicht statt.

### Büsingen

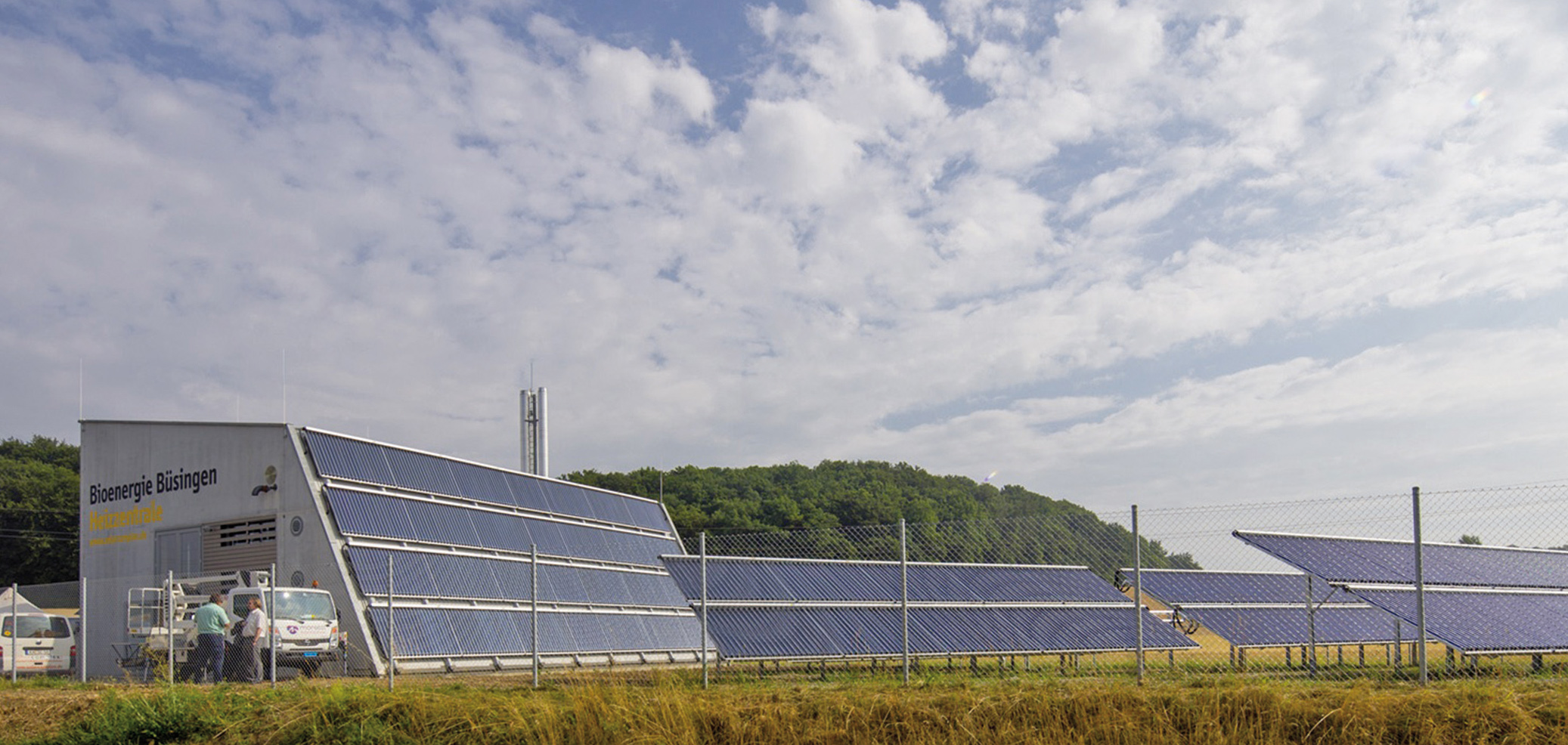
Büsinger Heizzentrale mit Röhrenkollektoren

Büsingen am Hochrhein ist eine deutsche Exklave, die umgeben von Schweizer Gebiet zwar zum Landkreis Konstanz gehört, aber in Zollunion mit der Schweiz keine deutschen EEG-Fördermittel bekommt. Der rund 1350 Einwohner zählende Ort wurde 2013 dennoch zum Bioenergiedorf ernannt. Sein Nahwärmenetz bezieht die Wärme von einer Hackschnitzel-Heizzentrale (1,4 MW) und anstelle einer Biogasanlage von einer solarthermischen Großanlage mit Röhrenkollektoren. Deren über 1000 Quadratmeter große Kollektorfläche zum Preis von 420.000 Euro liefert jährlich rund 550.000 kWh, deckt im Sommer den kompletten Warmwasserbedarf und ersetzt im Jahresgang rund 800 Schüttkubikmeter Holzhackschnitzel. Zur Anlage gehören zudem zwei Pufferspeicher mit je 50 Kubikmetern Fassungsvermögen und ein für Spitzenlasten oder Wartungsarbeiten zuschaltbarer Ölkessel mit einer Leistung von 730 kW. Büsingen dient dem Forschungsprogramm SOLNET.BW zur Markteinführung solarer Wärmenetze in Baden-Württemberg als Pilotprojekt. Die solarcomplex AG wurde für dieses Projekt mit dem Georg Salvamoser Preis 2014 ausgezeichnet.

### Effelter
Der Ort Effelter mit 280 Einwohnern liegt auf 600 Meter Höhe im Naturpark Frankenwald. Für ihn gelten deshalb ganz besonders strenge Kriterien in puncto nachhaltiger Rohstoffgewinnung. Ausgangspunkt für den Ausbau zum Bioenergiedorf war eine landwirtschaftliche Biogasanlage. Mit starkem bürgerschaftlichen Engagement wurden in der Folge ein 2,4 km langes Nahwärmenetz und ein jeweils nach aktuellem Bedarf zuschaltbares Hackschnitzelheizwerk gebaut. Ergänzt werden diese gemeinschaftlichen Anlagen durch kleine private Holzfeuerungen. Seit Anfang 2010 ist der Großteil der Anlagen in Betrieb. Der Einsatz nachhaltig erzeugter Rohstoffe ist eines der Hauptanliegen, so kommt in der kleinen Biogasanlage (zweimal 65 kW) kein Mais, sondern vorrangig Grassilage aus den umliegenden Höhenlagen, Rindergülle und minderwertiges Futtergetreide zum Einsatz. Für das Hackschnitzelheizwerk wird ausschließlich Holz aus der Gemarkung geworben, die Asche wird als Dünger wieder im Wald ausgebracht.
Anlagen/Technik
- Biogasanlage mit 2 BHKW zu je 65 kW (Grassilage, Rindergülle, Getreide)
- Holzhackschnitzelheizung 500 kW
- Nahwärmenetz 2,4 km
- Photovoltaikanlagen 325 kWp
- 60 m² private Solaranlagen zur Warmwasserbereitung
- Wasserkraftanlage 3 kW

Das nachhaltige Energieversorgungskonzept von Effelter wurde durch mehrere Stellen bereits ausgezeichnet, so z. B. mit dem Preis Bioenergiedörfer 2010 des Bundesministeriums für Ernährung, Landwirtschaft und Verbraucherschutz oder der Bayerischen Staatsmedaille für Verdienste um die Umwelt.

### Emmingen

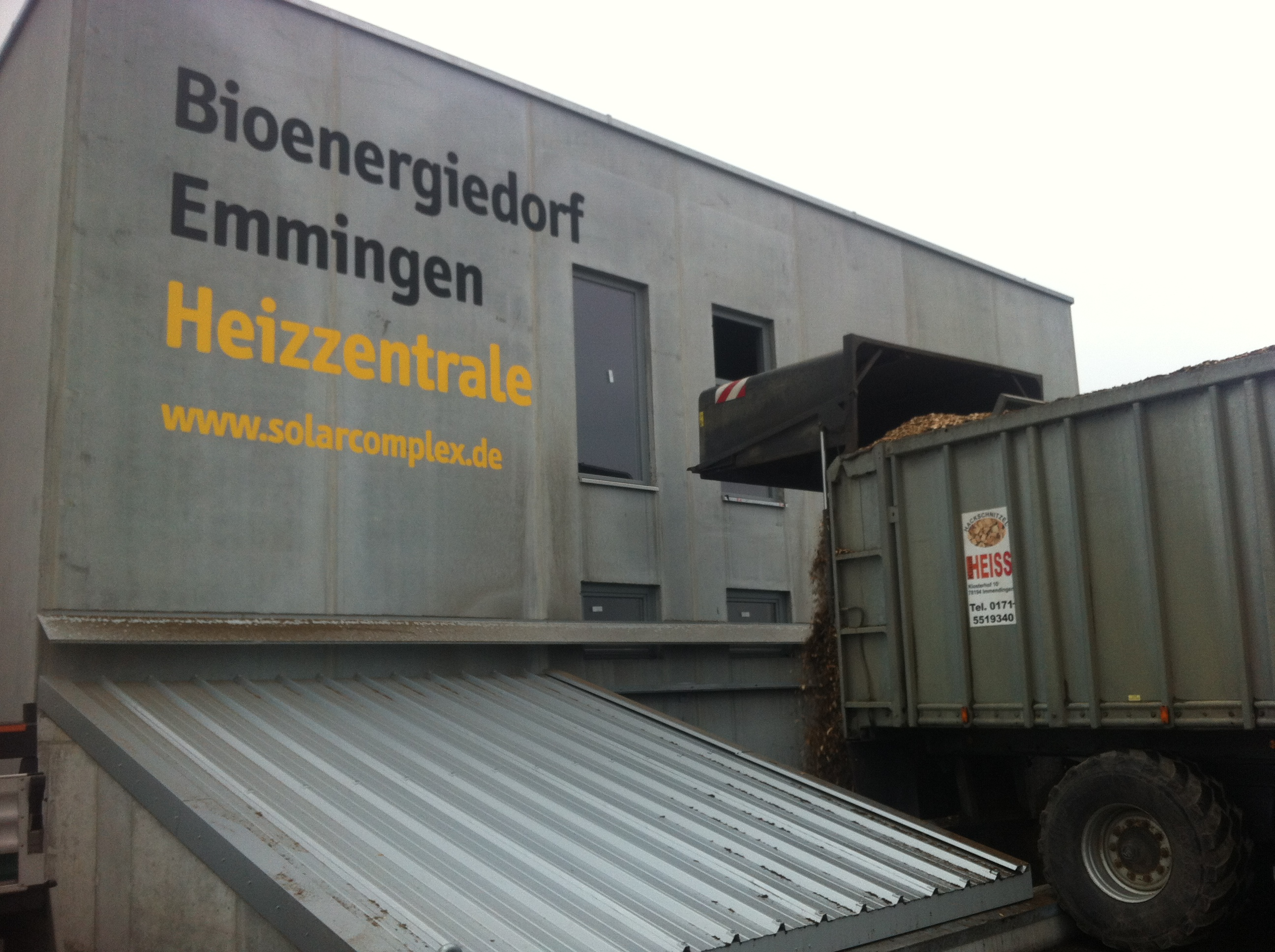
Hackschnitzellieferung in Emmingen

Das Wärmenetz Emmingen ist seit Herbst 2013 in Betrieb. Emmingen-Liptingen hat ca. 4545 Einwohner, 145 Gebäude im Ortsteil Emmingen sind an das Nahwärmenetz angeschlossen. Das Projekt unterscheidet sich in verschiedener Hinsicht von den bisherigen Wärmenetzen, welche von der solarcomplex AG realisiert wurden. Erstmals wird die Abwärme von zwei Biogasanlagen ins Netz eingebunden, der KWK-Anteil (Kraft-Wärme-Kopplung) im Netz liegt bei deutlich über 60 %.
Zur optimalen Nutzung der BHKW-Abwärme wird erstmals ein großer Wärmespeicher mit rund 1.000 Kubikmetern eingesetzt. Zusätzlich kommt in der bewährten Kombination für den winterlichen Heizbedarf „Moderne Holzenergie“ zum Einsatz. Die beiden Biogasanlagen liefern mit der Abwärme ihrer Blockheizkraftwerke (BHKW) die Nutzwärme für das Nahwärmenetz. Das erste BHKW leistet 360 kWtherm., dass zweite BHKW stellt gemeinsam mit dem Langzeitwärmespeicher über 1000 kW thermische Leistung bereit. In der errichteten Heizzentrale steht ein Hackschnitzelkessel mit 450 kWtherm. Leistung sowie für Spitzenlastkessel mit abrufbaren 1300kWtherm. Leistung bereit. Dort befindet sich auch ein weiterer Pufferspeicher mit 22 m³. Durch die Nutzung der Abwärme der Biogas-BHKWs sowie die Holzhackschnitzelheizung werden ca. 1.200 t CO2 eingespart. Insgesamt ergibt sich eine CO2 Einsparung von rund 4.800 t jährlich.

### Fürth im Ostertal
Fürth ist ein Stadtteil von Ottweiler im Landkreis Neunkirchen im Saarland mit 1.400 Einwohnern. Die Energiegenossenschaft Fürth eG betreibt seit 2015 ein Nahwärmenetz von aktuell 16,5 km Länge, durch welches 2023 insgesamt 250 Haushalte sowohl in Fürth als auch in dem benachbarten Dörrenbach mit Wärme aus erneuerbaren Energien versorgt werden. Als Energiequelle dienen sowohl die Abwärme zweier Biogasanlagen, ein BHKW, ein Holzhackschnitzel- sowie ein Pelletkessel.
Neben dem Nahwärmenetz der Energiegenossenschaft tragen in Fürth außerdem 3 Windkraftanlagen mit insgesamt über 40 Mio. kWh sowie eine PV-Anlage mit 1,5 Mio. kWh zur CO2 -neutralen Energieerzeugung bei.

### Freiamt
Die 4300-Einwohner-Gemeinde Freiamt im Schwarzwald nutzt nahezu das gesamte Spektrum der erneuerbaren Energien zur Selbstversorgung mit Strom und Wärme. Solaranlagen, Wind- und Wassermühlen sowie eine Biogasanlage produzieren im Jahr 14,3 Mio. kWh Strom, wovon 1,5 Mio. kWh nicht benötigt und ins Netz eingespeist werden. Rund 160 Sonnenkollektoren werden zur Warmwasserbereitung genutzt. Geheizt wird auch mit Holzhackschnitzel- und -pelletheizungen sowie dem Biogas.

### Güssing
Die 3.764 Einwohner zählende Stadt Güssing gilt als Biomassezentrum Österreichs. Der 1990 vom Gemeinderat der Stadt beschlossene 100-prozentige Ausstieg aus der fossilen Energieversorgung wurde in weniger als 15 Jahren umgesetzt. Ein Fünftel des Holzaufwuchses im Bezirk Güssing von 100.000 Tonnen pro Jahr wurde zur Wärme- und Stromerzeugung verwendet, bis das Biomassekraftwerk 2016 seinen Betrieb aus wirtschaftlichen Gründen einstellen musste. Das Biomasse-Fernheizwerk deckt 85 % des jährlichen Gesamtwärmebedarfes der Stadt ab.

### Grosselfingen

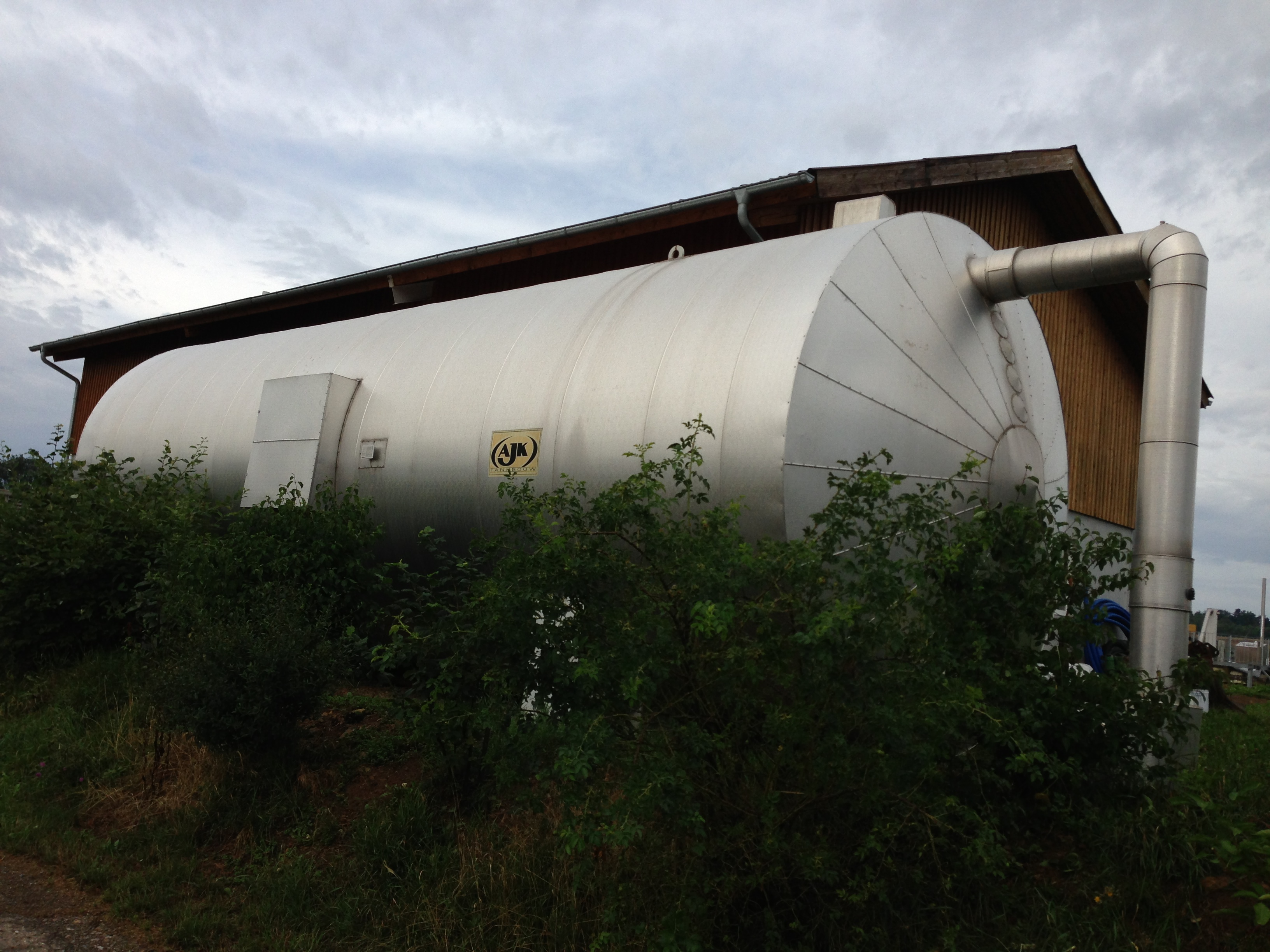
Pufferspeicher an der Heizzentrale in Grosselfingen

Das Bioenergiedorf Grosselfingen ist seit Herbst 2008 in Betrieb. Die BHKW-Abwärme (5 Mio. kWh therm. jährlich) der örtlichen Biogasanlage versorgt rund 100 Gebäude über ein etwa 6 km langes Nahwärmenetz mit Wärme. Die Abwärme wird in einem Pufferspeicher mit 100.000 Litern zwischengespeichert. Für die Spitzenlasten steht ein Ölkessel mit 900 kW bereit.
Neben den ökologischen Vorteilen hat das Projekt auch einen hohen regionalwirtschaftlichen Wert: Die Energiekosten fließen nicht mehr ab, sondern bleiben als Kaufkraft vor Ort.
Die Gemeinde Grosselfingen (Landkreis Zollernalbkreis) liegt auf 520 Meter Höhe und hat rund 2.100 Einwohner.

### Hausen im Tal

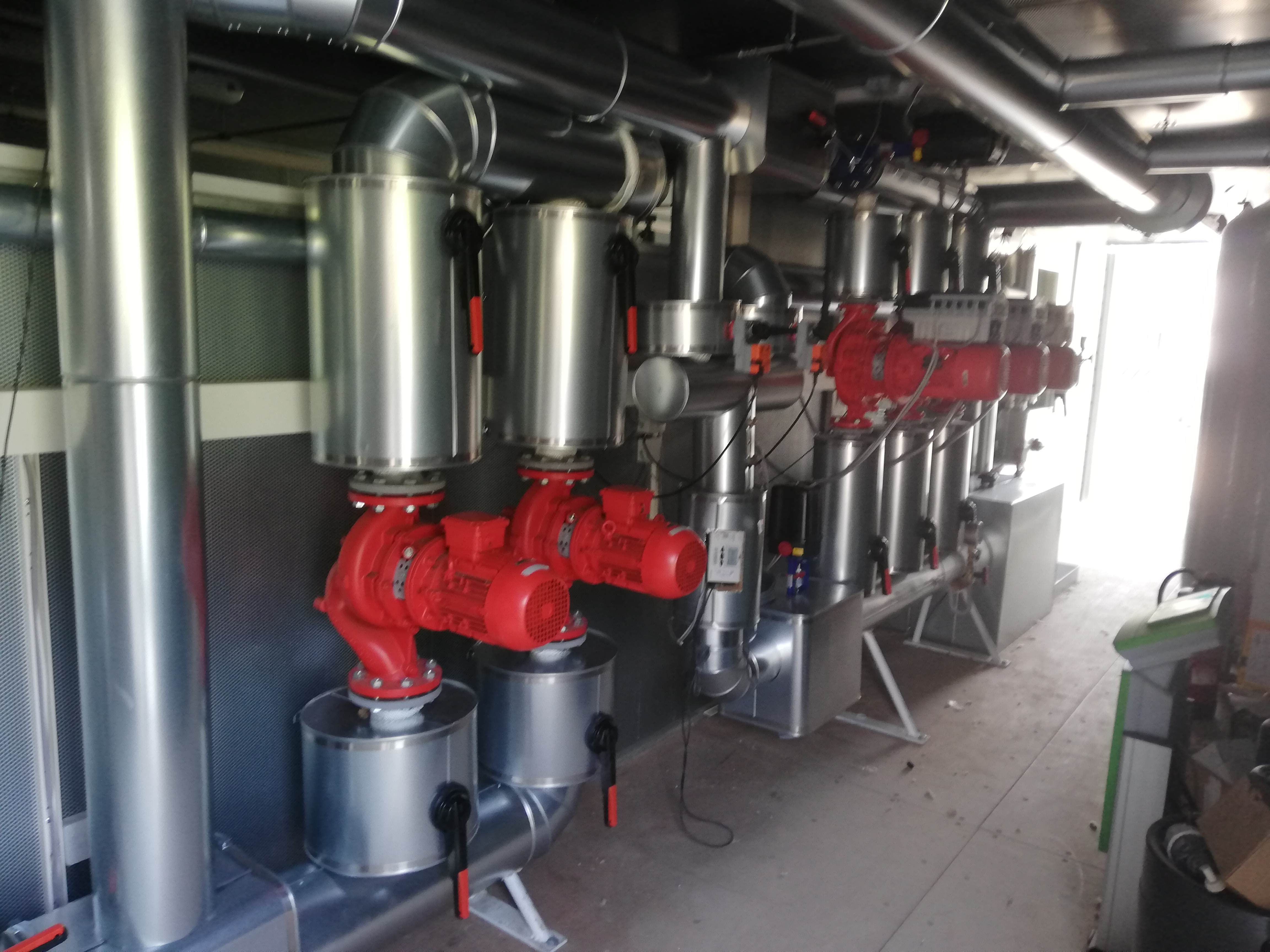
Heizzentrale Hausen im Tal

In Hausen im Tal, ein Ortsteil von Beuron, im idyllischen Donautal baut die NRS ein weiteres Wärmenetz. Die NRS, ein Zusammenschluss der solarcomplex AG und den Stadtwerken Sigmaringen. Rund 80 Haushalte sollen Energie aus der Abwärme eines ortsnahen BHKW beziehen.

### Hilzingen
Hilzingen ist eine im westlichen Hegau gelegene Gemeinde mit 8 Ortsteilen. Bereits 2008 wurde dort ein Wärmenetz mit 4,6 km Länge und 34 angeschlossenen Gebäuden installiert.
Im Rahmen einer öffentlichen Übernahmeausschreibung ging das Wärmenetz 2015 an die solarcomplex AG über.
Die Wärmebereitstellung erfolgt über ein 500 kWel starkes Abwärme-BHKW, das durch die Abwärme der örtlichen Biogasanlage gespeist wird. Zu Spitzenlastzeiten wird dieses durch zwei Gaskessel mit 450 kW bzw. 250 kW unterstützt.
Dezentrale Pufferspeicher bei den Verbrauchern sorgen für die Absicherung etwaiger Differenzen.

### Jühnde

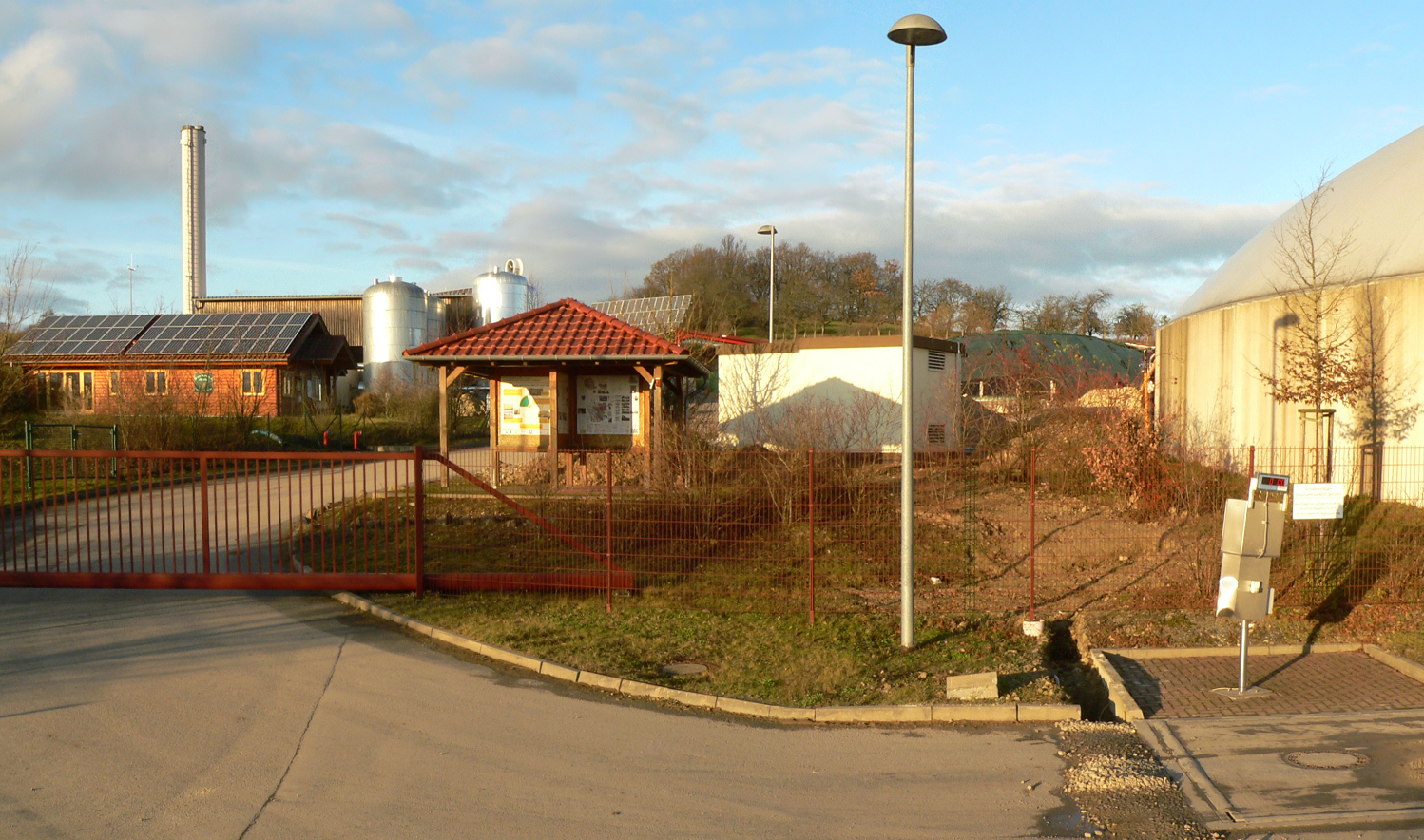
Biogasanlage in Jühnde bei Göttingen

Das erste Bioenergiedorf in Deutschland war Jühnde (1089 Einwohner) im Landkreis Göttingen. In einem Projekt des Interdisziplinären Zentrums für Nachhaltige Entwicklung (IZNE) der Universität Göttingen konnte das Ziel, den kompletten Energiebedarf durch regenerative Energieträger zu decken, im Januar 2006 erfolgreich umgesetzt werden. Neben der Deckung des Wärmebedarfs der Haushalte erzeugt der Ort deutlich mehr Strom, als er selbst verbraucht.
Eine Biogasanlage mit 700 kWel erzeugt jährlich etwa 5 Mio. kWh Strom und damit mehr als das Doppelte des Bedarfs in Jühnde. Ein mit Holzhackschnitzeln betriebenes Holzheizwerk kann 550 kWth und ein Spitzenlast-Ölkessel 1,6 MWth bereitstellen. Insgesamt werden etwa 3,2 Mio kWh Wärme pro Jahr abgesetzt.
Die Biogasanlage benötigt als Substrat jährlich 9000 m3 Gülle und 15.000 t Biomasse, die auf 320 ha Fläche erzeugt werden. Etwa 1000 Schüttraummeter Holzhackschnitzel werden jährlich verbrannt.
Es wird geschätzt, dass die teilnehmenden Haushalte durch die genossenschaftlich betriebenen Anlagen in Jühnde nach Abzug der Kosten 750 € pro Jahr an Energiekosten einsparen und das Dorf mit der Energiegewinnung aus Biomasse Einnahmen von über 680.000 Euro pro Jahr erzielt.

### Lautenbach

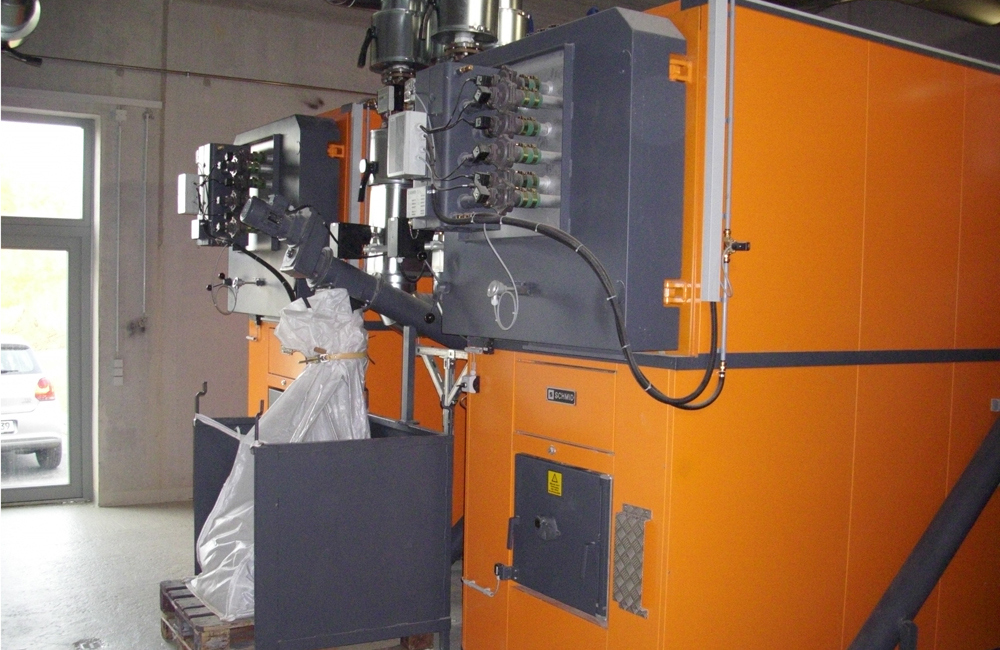
Bioenergiedorf Lautenbach

Lautenbach (Landkreis Sigmaringen) ist ein Ortsteil der Gemeinde Herdwangen-Schönach, welcher zwölf Kilometer nördlich des Bodensees, auf einem Höhenzug im Oberen Linzgau, zwischen den Städten Pfullendorf im Norden und Überlingen im Süden, liegt. Lautenbach deckt den Strom- und Wärmebedarf komplett aus heimischen erneuerbaren Energien. Seit Ende 2010 darf sich Lautenbach als Bioenergiedorf bezeichnen. Über eine 1,8 km lange Nahwärmetrasse sind Wohnhäuser, Werkstätten, ein Gewächshaus, eine Schule und ein Kindergarten miteinander verbunden. Als zuverlässige Wärmeerzeuger kommt ein Zündstrahl-BHKW (200 kW therm. / 250 kW elektrisch), zwei Holzhackschnitzkessel (je 450 kW therm.) und ein Ölkessel mit einer Leistung von 730 kW therm. zum Einsatz. Der Pufferspeicher fasst 30.000 Liter. Durch die Einspeisung des Stroms aus der Biogasanlage werden gegenüber dem bundesdeutschen Strommix ca. 1.200 t CO2 jährlich eingespart. Durch die Nutzung der Abwärme des Biogas-BHKW sowie die Holzhackschnitzelheizung werden ca. 800 t CO2 eingespart. Die solare Stromerzeugung erspart weitere rund 240 t. Über die nächsten 20 Jahre sind das insgesamt über 40.000 Tonnen, ein nennenswerter Beitrag zum Klimaschutz.

### Lippertsreute

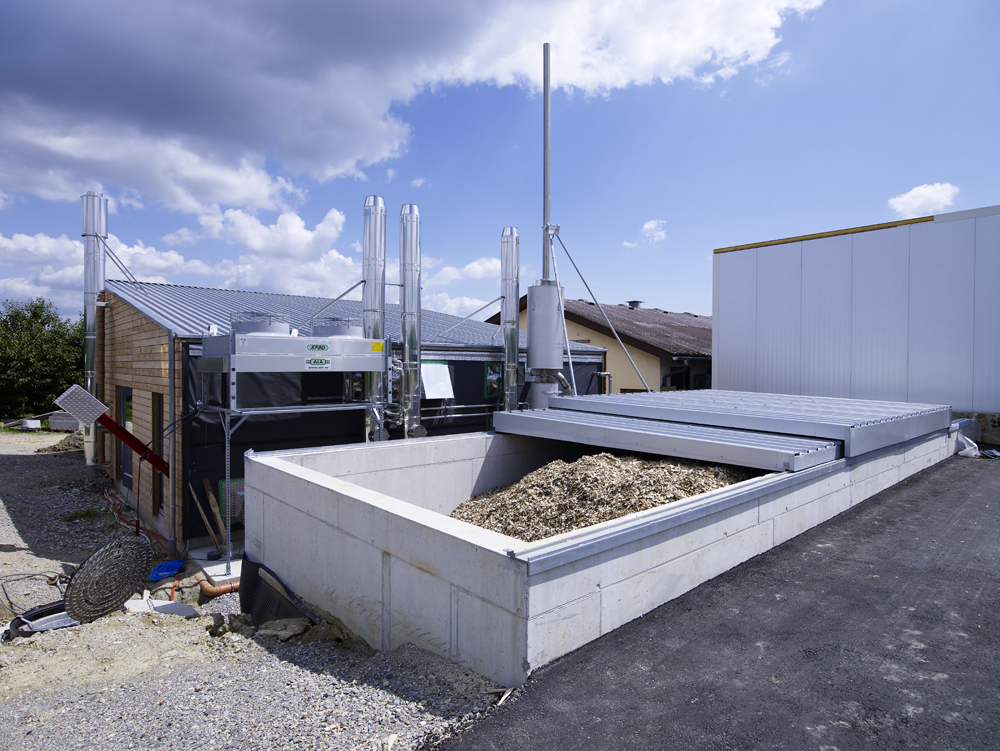
Bioenergiedorf Lippertsreute

Die Gemeinde Lippertsreute ist ein Teilort der Stadt Überlingen, gelegen im Hinterland des Bodensees. Zu Lippertsreute gehören das Dorf Ernatsreute, der Weiler Wackenhausen, die Bruckfelder Mühle und andere markante Einzelhöfe; die Gemarkungsfläche umfasst ca. 684 ha.
Seit 2008 darf sich Lippertsreute als das zweite Bioenergiedorf Baden-Württembergs bezeichnen.
An das 4 km lange Nahwärmenetz sind rund 60 Gebäude angeschlossen. Da sich unter den Anschlussnehmern insbesondere die großen Wärmeverbraucher befinden, wird deutlich mehr als die Hälfte des Wärmebedarfs im Ort aus heimischen Bioenergien bereitgestellt. Auch alle kommunalen Gebäude (Luibrechthalle und Schule, Rathaus und Kindergarten) sowie Kirche und Pfarrhaus wurden an das Nahwärmenetz angeschlossen.
So werden jährlich 1620 Tonnen CO2 eingespart. Für die Energieversorgung ist in der Heizzentrale ein BHKW mit 180 kW therm. und 150 kW elektr. Leistung bereitgestellt. Zusätzlich sind zwei 300 kWtherm. Hackschnitzelkessel und eine Wärmerückgewinnung, welche Abwärme aus einem Apfelkühlhaus bereitstellt, vorhanden. Ein 14.000 Liter fassender Pufferspeicher ergänzt das System.

### Mauenheim

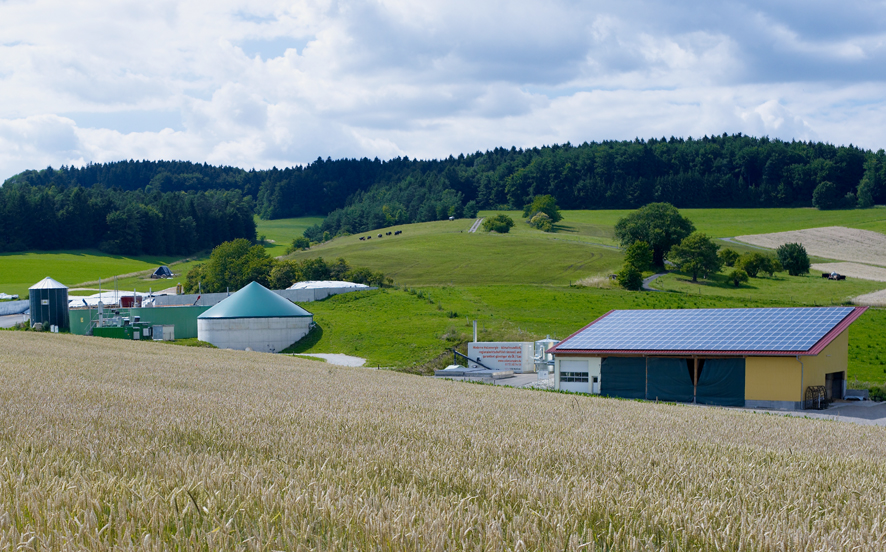
Biogasanlage, Hackschnitzelheizung und Solarkraftwerk des Bioenergiedorfes Mauenheim

Mauenheim, ein Ortsteil von Immendingen im Landkreis Tuttlingen mit rund 400 Einwohnern und 148 Gebäuden, ist als Bioenergiedorf seit 1. November 2006 am Netz. Die Biogasanlage, das BHKW (500 kW elektrische Leistung, 440 kW thermische Leistung) und die Hackschnitzelheizung (1000 kW Leistung) werden durch eine Photovoltaikanlage (800 kW Gesamtleistung, Stand: Mitte 2013) ergänzt. Zwei 25 m³ große Pufferspeicher ergänzen das hydraulische System. Das Nahwärmenetz hat eine Gesamtlänge von 6 km, es wurden ausschließlich Kunststoffleitungen (PeX) eingesetzt. Die Solarcomplex AG betreibt die Anlage. Nach Berechnungen der Betreiber soll durch das Projekt die Emission von etwa 3000 t CO2 pro Jahr vermieden werden.
Mauenheim ist das erste Dorf in Baden-Württemberg, welches sich strom- und wärmeseitig vollständig aus heimischen erneuerbaren Energien versorgt.

### Malstedt
Ziel ist die Wärmeversorgung der Ortschaft Malstedt mit 240 Einwohnern in 68 Haushalten.
Die Stromproduktion der Biogasanlage ist ausreichend für die gesamte Ortschaft Malstedt und auch weitere. Die Versorgung wird durch 100 % regenerativer Energie erreicht (Biogasanlage mit BHKW und Biogasspitzenlastkessel).
Betreiber sind 15 Landwirte in der Agrogas & Wärme GmbH & Co.KG
Art der Anlagen, eingesetzte Technologie, Leistung:
- 1 × BHKW mit 250-kW-Otto-Gasmotor
- Pufferspeicher 77 m³
- Redundanz durch Biogaskessel 660 kW,
- Restabsicherung durch Vertrag mit mobilem Heizwerk
- Inbetriebnahme Dezember 2010.
- Anschluss bzw. Versorgung: 85,30 % der Haushalte

### Mertingen
In bayerischen Mertingen (3900 Einwohner) versorgt unter anderem eine Holzhackschnitzel-Heizung (450 kWth) die öffentlichen Einrichtungen.

### Meßkirch

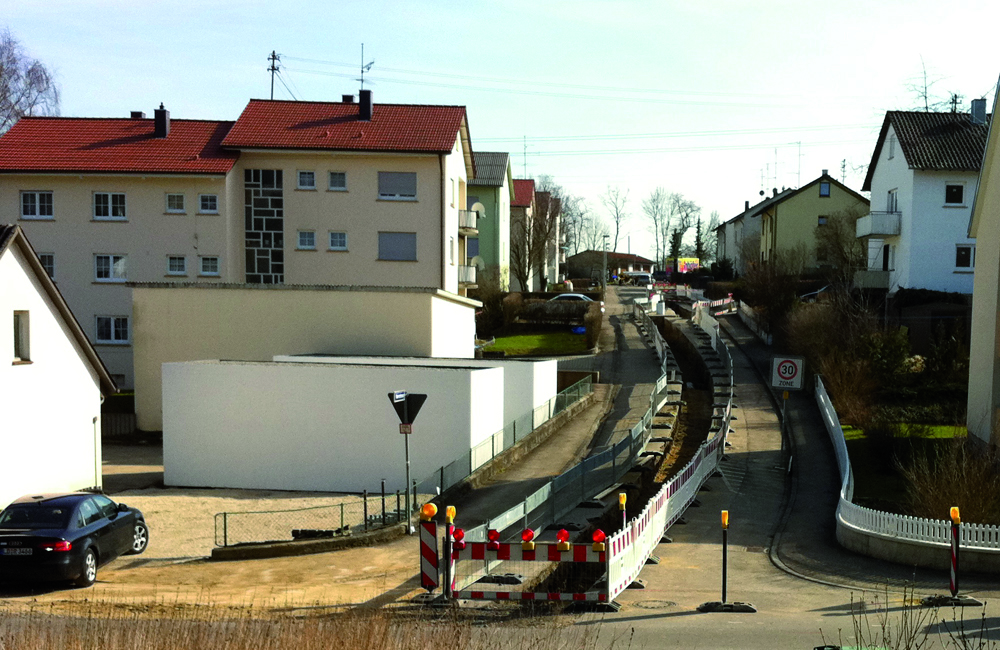
Tiefbau - und Rohrleitungsarbeiten in Meßkirch

Meßkirch ist eine Kleinstadt im Landkreis Sigmaringen in Baden-Württemberg mit 8400 Einwohnern. Die Stadt liegt im westlichen Oberschwaben, südlich von Sigmaringen zwischen Donau und Bodensee. In nur zehn Monaten Bauzeit wurde 2011 das Nahwärmenetz auf einer Länge von 4,8 km verlegt und es wurden 58 Übergabestationen installiert. In Meßkirch wurde ein Mischnetz realisiert, das heißt, das Nahwärmenetz besteht aus Kunststoffrohr (PEX) sowie KMR-Stahlrohr. Neben den BHKW’s der Biogasanlage (2× 360 kWtherm.), einem Holzhackschnitzelkessel mit 1200kWtherm. Leistung steht ein Ölkessel (730kWtherm.) für die Spitzenlast bereit. Der Pufferspeicher hat ein Volumen von 50 m³. Durch diese Art der Wärmeversorgung können 1200 t CO2 jährlich eingespart werden. Die Biogasanlage spart weitere 2900 t CO2 pro Jahr ein (im Vergleich zum deutschen Kraftwerksmix durch Stromerzeugung).

### Oberrosphe
Oberrosphe ist ein Ortsteil von Wetter (Hessen) mit ca. 800 Einwohnern. Im Oktober 2008 hat die Bioenergiedorf Oberrosphe eG. eine Heizwerk mit Holzhackschnitzelofen in Betrieb genommen. Die Hälfte der Haushalte wird seitdem über das 7,0 km lange Netz mit Wärme versorgt. Zusätzlich wird Solarstrom erzeugt und in das Stromnetz eingespeist.

### Ostritz
Die Wärmeversorgung der sächsischen Kleinstadt Ostritz mit 3000 Einwohnern erfolgt durch ein Biomasseheizkraftwerk, aus dem die Wärme durch Fernwärmeleitungen in die Haushalte geleitet wird. Forstbetriebe, Schreinereien und Sägewerke aus der Umgebung liefern den Rohstoff Holz. Die Deutsche Bundesstiftung Umwelt (DBU) unterstützte den Ausbau mit knapp zwölf Millionen Euro. Neben der Biomasse liefern Windkraft, Wasserkraft und Solaranlagen Energie. Der Ausbau zur ökologischen Modellstadt hat einige Dauerarbeitsplätze geschaffen.

### Pfalzgrafenweiler
Von der WeilerWärme eG errichtetes Nahwärmenetz mit Biogasanlage und ORC-Heizkraftwerk.

### Randegg

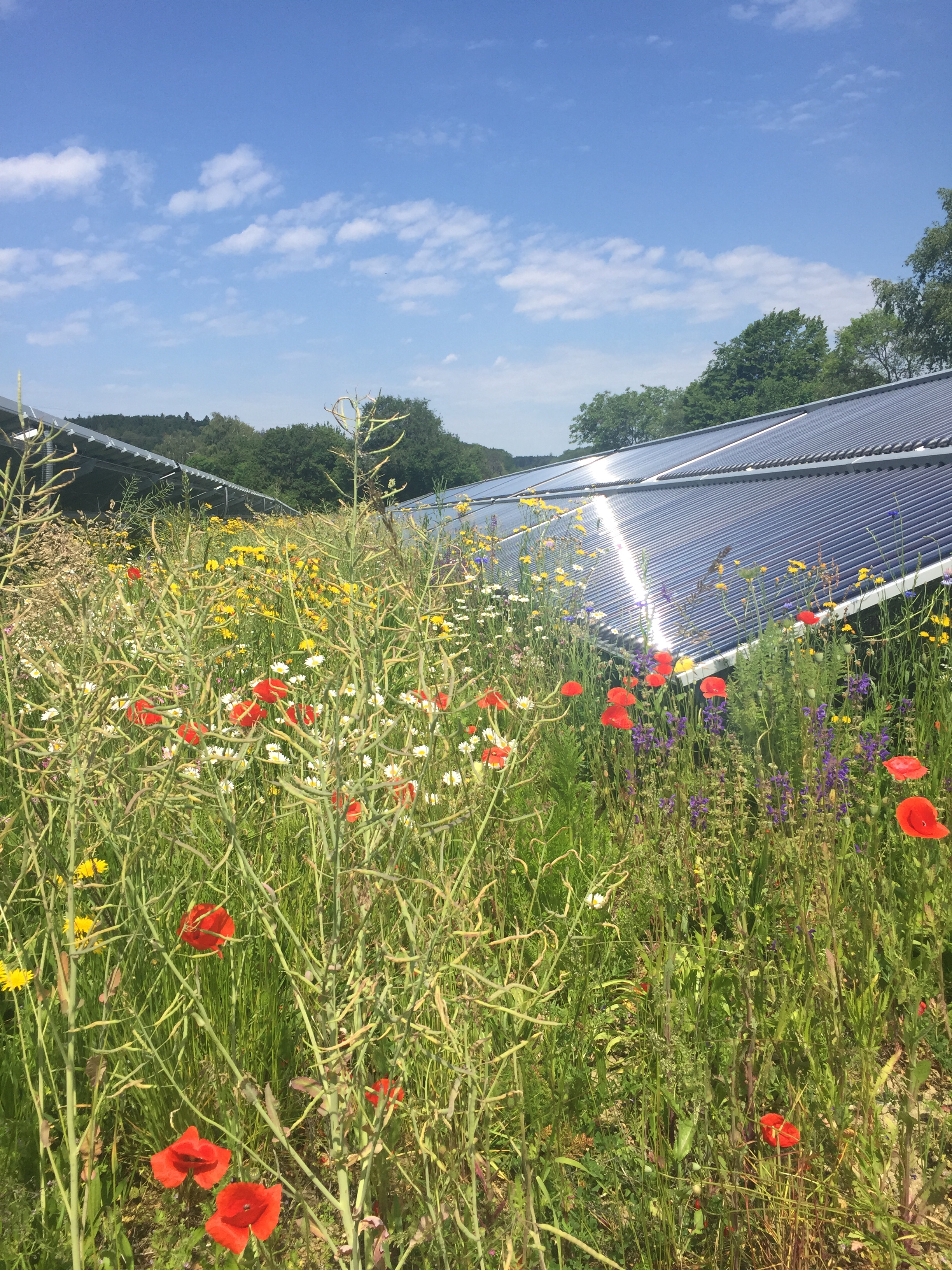
Insektenfutter zwischen der Solerthermie in Randegg.

Randegg ist ein Ortsteil von Gottmadingen im Landkreis Konstanz mit rund 1000 Einwohnern. Über ein Nahwärmenetz mit einer Trassenlänge von 7 km werden hier seit 2009 146 Haushalte mit erneuerbarer Energie versorgt. Die solarcomplex AG ist Betreiber des Netzes.
Das Bioenergiedorf Randegg besteht seit 2009. Die Grundlast für das Nahwärmenetz wird im Sommer nahezu vollständig durch das nachträglich, im Jahr 2018 installierte und 2400 m2 große Solarkollektorfeld gedeckt. Für die Wintermonate sowie Spitzenlasten steht ein 2000 kWtherm. Hackschnitzelkessel sowie einen 700 kWtherm. Pelletkessel der Randegger Ottilien-Quelle GmbH bereit. Ein 100.000 Liter fassender Pufferspeicher ergänzt das System. Die Randegger Ottilien Quelle strebt eine vollständige Deckung ihres Wärmebedarfes durch erneuerbare Energien an. Die überschüssige Wärme wird in das Nahwärmenetz eingespeist. Eine besondere Herausforderung für die Planung und den Bau des Netzes stellten die zu überwindenden Höhenunterschiede dar.
Jährlich können durch dieses Nahwärmenetz etwa 1500 Tonnen CO2 eingespart werden.

### Rai-Breitenbach
Im Breuberger Stadtteil Rai-Breitenbach (rund 900 Einwohner) im Odenwald versorgt eine Betreiber-Genossenschaft seit August 2008 über ein Nahwärmenetz Abnehmer im Dorf mit biogen erzeugter Wärme. Das Wärmekonzept umfasst ein Biomasse-Heizkraftwerk mit Holzhackschnitzelkessel in Kombination mit einem Holzvergasungs-Blockheizkraftwerk. Die Spitzenlast soll über einen Ölheizkessel mit Pflanzenöl abgedeckt werden.

### Renquishausen
In Renquishausen (ca. 750 Einwohner, Landkreis Tuttlingen, Baden-Württemberg) werden ab Sommer 2009 mehr als 75 % der Einwohner mit Wärme aus Bioenergie versorgt, Die Stromproduktion der Gemeinde mit Bioenergie und anderen erneuerbaren Energien liegt über dem Eigenverbrauch der angeschlossenen Haushalte. Eine landwirtschaftliche Biogasanlage liefert Strom und versorgt über ein Nahwärmenetz seit dem Sommer 2009 rund 120 Häuser mit Wärme. Betreiber des Wärmenetzes ist die Nahwärme Renquishausen GmbH. Gesellschafter sind die Gemeinde und solarcomplex aus Singen. Zudem bestehen zahlreiche private Holzheizungen, eine solare Klärschlammtrocknung und Photovoltaikanlagen. Seit 1996 betreiben private Eigentümer vier Windenergieanlagen.

### St. Peter im Schwarzwald
Die 2.500 Einwohner zählende Gemeinde St. Peter wurde 2010 als 16. Bioenergiedorf in Baden-Württemberg ausgezeichnet. Sie versorgt sich autark durch Photovoltaik, thermische Solar-Kollektoren, Wind- und Wasserkraft sowie Fernwärme. Diese wird in einem bürgergenossenschaftlich getragene Biomassekessel mit Holzhackschnitzeln erzeugt. Weiter ist der Bau eines Blockheizkraftwerks geplant.

### Sauerlach
Über ein 19 Kilometer langes Wärmenetz deckt ein gemeindeeigenes Hackschnitzel-Heizkraftwerk etwa 60 % des Wärmebedarfs im bayerischen Ort Sauerlach (Stand: Januar 2007, 6767 Einwohner). Neben fast allen öffentlichen Gebäuden sind etwa 300 Privatkunden an das Wärmenetz angeschlossen. Die Stromerzeugung des Heizkraftwerks nutzt ORC-Technik (Organic Rankine Cycle), die Stromerzeugung auch bei relativ niedrigen Prozesstemperaturen erlaubt.

### Schlatt am Randen

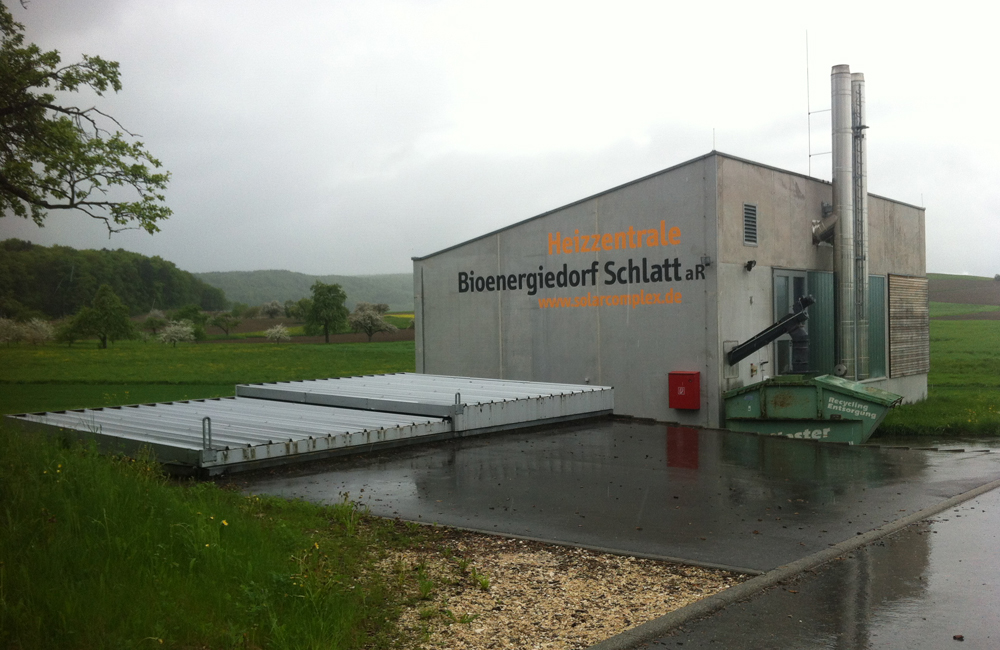
Heizzentrale der solarcomplex AG in Schlatt am Randen

Schlatt am Randen ist ein Ortsteil von Hilzingen im Landkreis Konstanz mit 450 Einwohnern. Von etwa 100 Haushalten haben sich 90 % für den Anschluss an das Nahwärmenetz entschieden und sich so von den fossilen Energieträgern verabschiedet. Diese hohe Quote ermöglicht die Einsparung von 1.400 Tonnen CO2 jährlich. Das Nahwärmenetz mit einer Leitungslänge von 4,8 km wurde Ende 2009 in Betrieb genommen. Das BHKW einer Biogasanlage liefert 300 kWtherm. und wird durch zwei Hackschnitzelkessel mit jeweils 450 kWtherm. unterstützt. Als Puffer dienen zwei Speicher mit insgesamt 50 m³ Volumen.

### Schluchsee

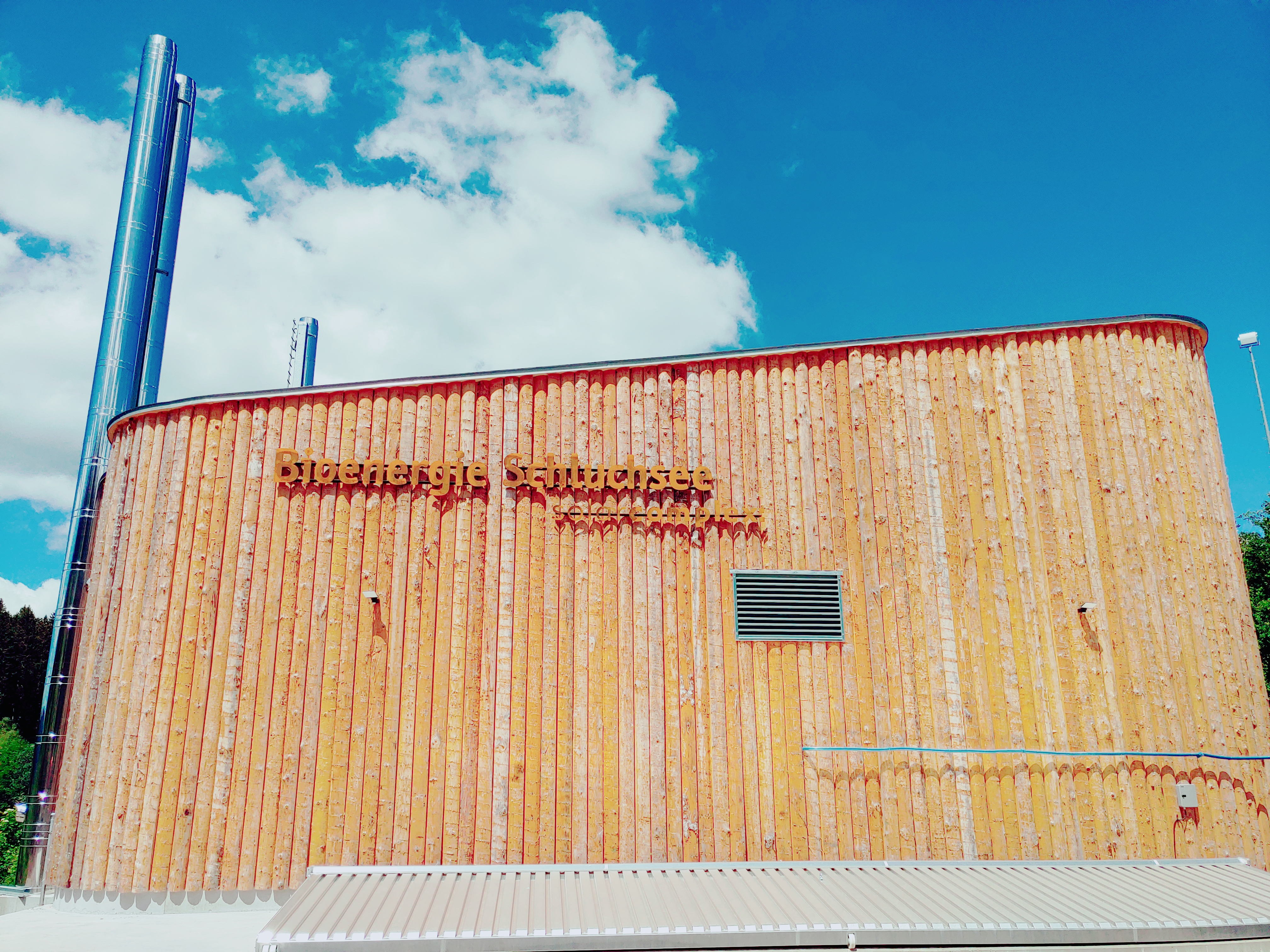
Heizzentrale der solarcomplex AG in Schluchsee

Der heilklimatische Kurort, am gleichnamigen See im Südschwarzwald gelegen, ist seit 2020 ein Bioenergiedorf. Über 200 private Haushalte, kommunale Gebäude und Großverbraucher wie Hotels sind an das ca. 9 km lange Nahwärmenetz angeschlossen. Im Winter sorgen zwei Holz-Hackschnitzelkessel (1200 kW und 900 kW) für die Wärmeversorgung. Für Spitzenlasten und Notfälle steht ein Ölkessel zur Verfügung. Ab 2021 wird eine solarthermische Anlage mit rund 3000 m2 Kollektorfläche die Lasten in den Sommermonaten decken können. Pufferspeicher von insgesamt 300.00 Litern runden das System ab. Somit können in Schluchsee jährlich 2400 Tonnen CO2 eingespart werden. Das Bioenergiedorf wird von der solarcomplex AG realisiert.

### Siebeneich
Unterstützt durch die Bioenergie-Region Hohenlohe-Odenwald-Tauber (H-O-T) wurde die Gemeinde Siebeneich (Bretzfeld) im Hohenlohekreis das erste Bioenergiedorf im Norden von Baden-Württemberg. Photovoltaikanlagen, alternative Heizungsanlagen auf der Grundlage von Miskantuspflanzen, Hackschnitzelheizungen, eine Biogasanlage und ein Nahwärmenetz bilden die Basis. Im Jahr 2011 wurde Siebeneich offiziell zum Bioenergiedorf ernannt.

### Schäferei
Das Dorf mit seinen 127 Einwohnern liegt im Oberpfälzer Wald. Die Projektpartner sind seit 2005 die
Stadt Waldmünchen und das Aktionsbündnis Cerchov (grenzüberschreitend). Es werden folgende Arten von Biomasse eingesetzt:
Wiesengras, Silomais, Triticale-GPS, Grünroggen GPS als Zwischenfrucht, Mist und Gülle. Installierte Anlagen:
Biogasanlage (500 kWel, 450 kW verfügbare therm. Leistung), ein Nahwärmenetz (2150 m) und Trocknung für Restwärmenutzung. Der Strom wird ins Netz der E.ON eingespeist, Wärme wird über ein Nahwärmenetz an 34 Haushalte verteilt.

### Schlöben
Das Bioenergiedorf Schlöben (350 Einwohner) im thüringischen Saale-Holzland-Kreis verfolgt das Ziel, die Wärme- und Stromversorgung aus erneuerbaren Energiequellen (Biomasse) zu realisieren. Dafür wird eine Biogasanlage ergänzt durch ein Blockheizkraftwerk, eine Hackschnitzel-Heizanlage und ein Nahwärmenetz. Betreiber ist die 2009 gegründete Bioenergiedorf Schlöben eG.

### Storzingen

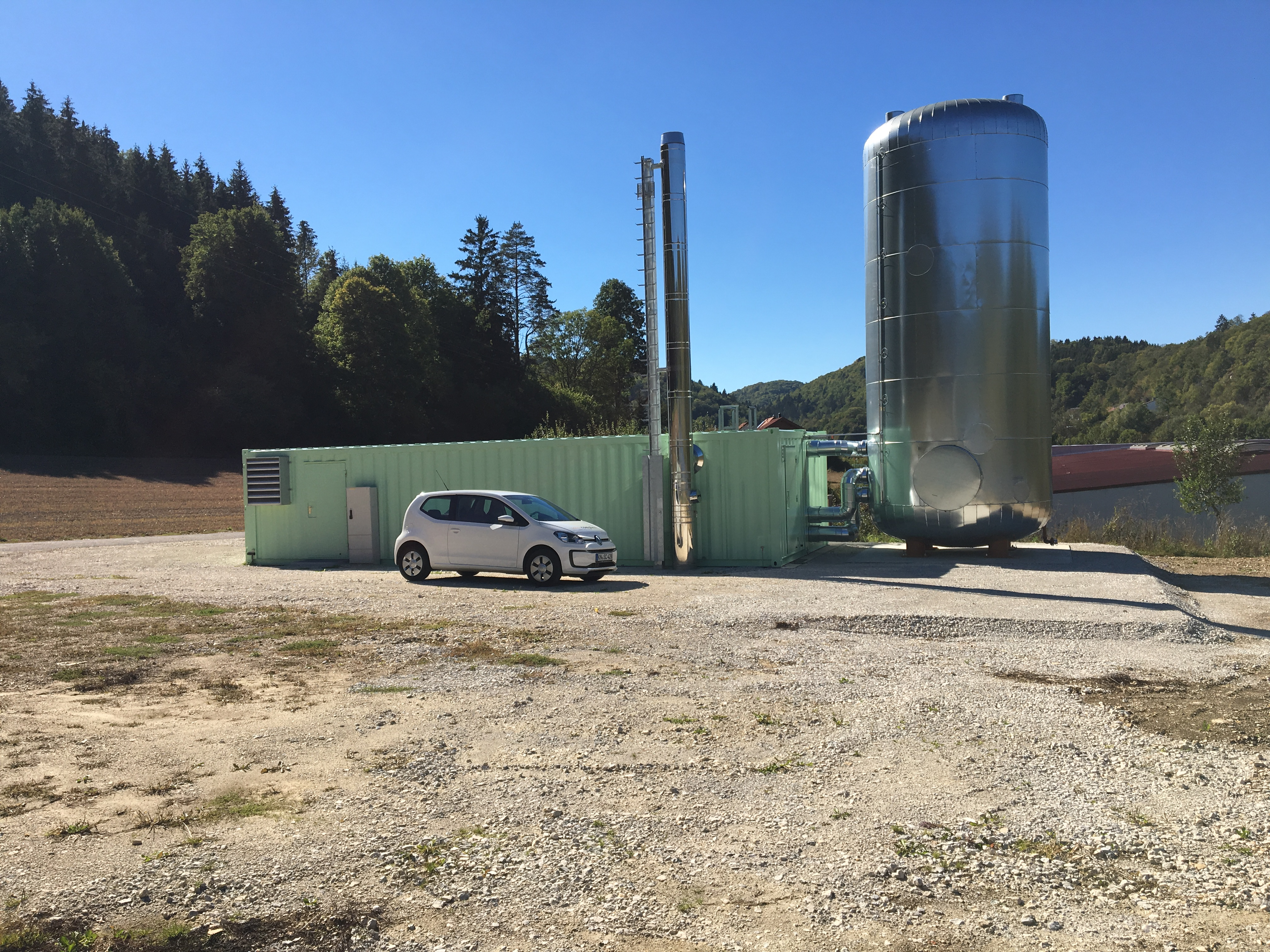
Heizhaus in Storzingen

In der Gemeinde Storzingen, im Landkreis Sigmaringen gelegen, werden seit 2018 etwa 40 private Haushalte, kommunale Gebäude und Gewerbe mit Nahwärme versorgt. Die BHKW Abwärme (345 kWtherm) der örtlichen Biogasanlage versorgt die Abnehmer zu über 95 % des Jahres. Für Spitzenlasten und Notfälle steht ein Ölkessel mit 1000 kW bereit. Am Heizhaus befindet sich ein Pufferspeicher von 50.000 Litern. Betreiber des Bioenergiedorfes Storzingen ist die NRS GmbH, ein Zusammenschluss der solarcomplex AG und der Stadtwerke Sigmaringen. Die Realisierung des Dorfes wurde vom Wirtschaftsministerium Baden-Württemberg gefördert.

### Wald

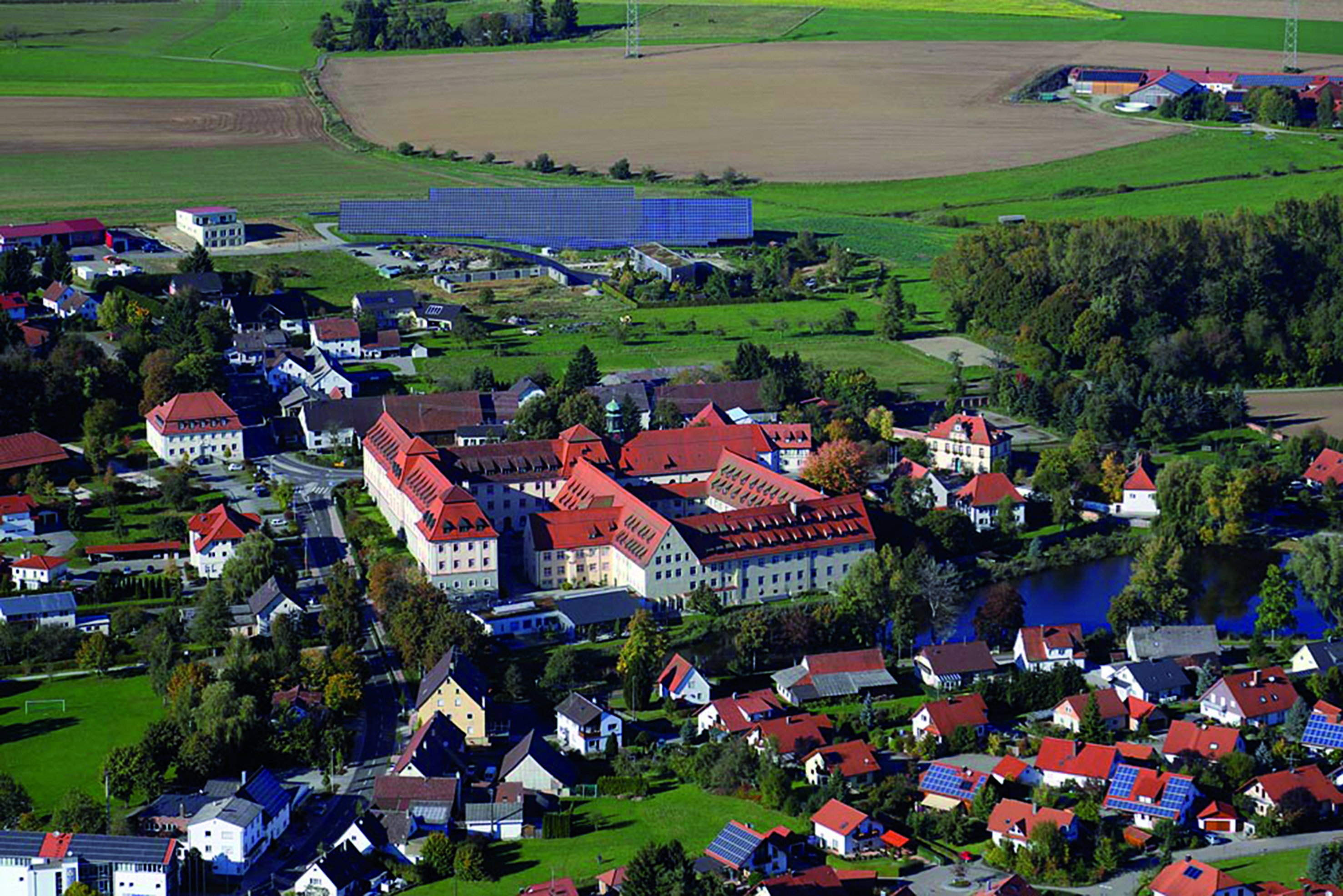
Das Kloster Wald ersetzt mit dem Anschluss an die Nahwärme jährlich rund 200.000 Liter Heizöl.

Wald ist eine im Landkreis Sigmaringen gelegene Gemeinde mit rund 2500 Einwohnern auf dem Weg zum Bioenergiedorf. Das von der solarcomplex AG betreute Nahwärmenetz hat eine Länge von 7 km und versorgt 52 Gebäude, darunter alle kommunalen Gebäude und das Kloster Wald, mit regenerativer Wärme.
Die Biogasanlage Krall in Reischach liefert den Großteil der Wärme und wird zu Spitzenlastzeiten durch einen 1000-kW-Gaskessel, der mit Biogas betrieben wird, unterstützt.

### Veringendorf

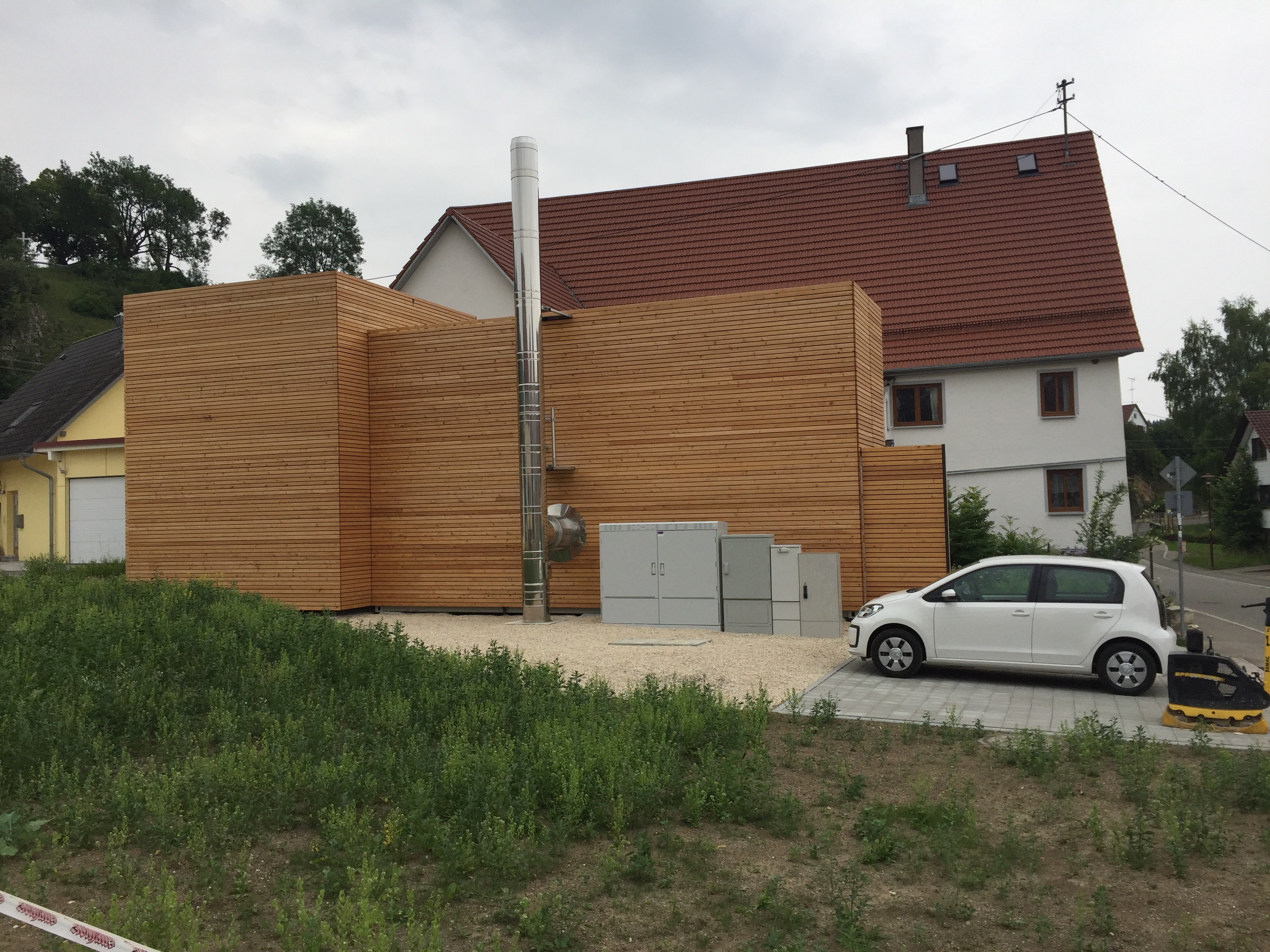
Heizhaus in Veringendorf

Seit 2017 wird Veringendorf im Landkreis Sigmaringen, mit einem rund 5 km langen Nahwärmenetz versorgt. Es ist das erste gemeinsame Projekt der Stadtwerke Sigmaringen und der solarcomplex AG, die dafür die NRS GmbH (Nahwärme Region Sigmaringen) gründeten. Rund 70 Anschlüsse werden zu mehr als 95 % von der örtlichen Biogasanlage mit Wärme versorgt. Für Spitzenlast und Notfälle stehen am Ortsrand eine Heizzentrale mit einem Ölkessel mit 700 kW. Damit kann in Veringendorf bis zu 150 Tonnen CO2 pro Jahr eingespart werden.

### Weiterdingen

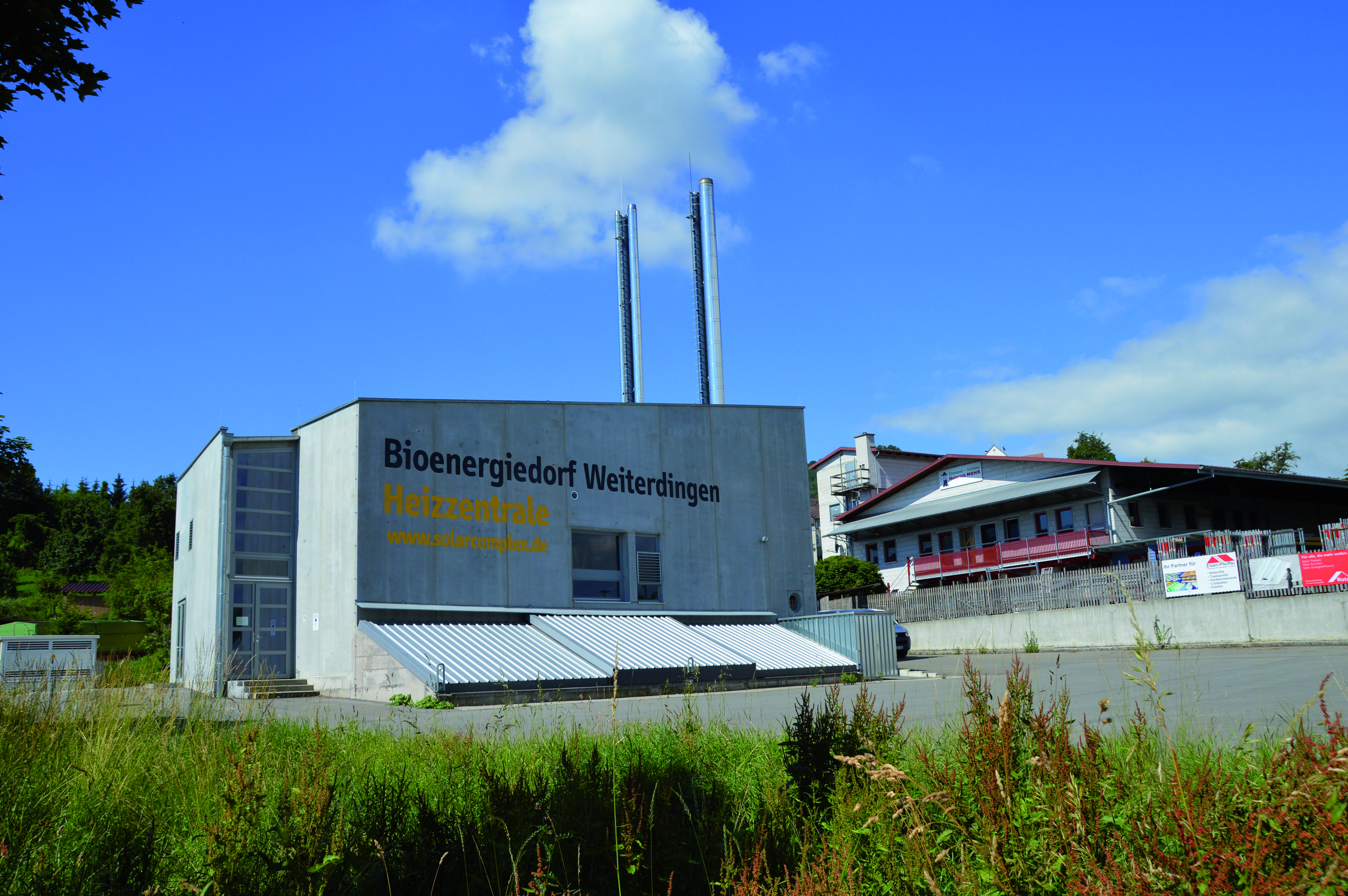
Heizhaus Weiterdingen

Weiterdingen ist ein Ortsteil von Hilzingen im Landkreis Konstanz. Der Ort liegt eingebettet in die hügelige Landschaft des westlichen Hegau. Weiterdingen hat rund 210 Gebäude mit etwa 850 Einwohnern. Seit 2011 wird Weiterdingen über ein Nahwärmenetz mit einer Trassenlänge von 6 km versorgt. Zur eingesetzten Technik zählen ein biogasbefeuertes BHKW mit 360kWtherm. und 300kWelektr. Leistung. Zusätzlich kommt ein 1200 kW Hackschnitzelkessel sowie ein 800 kW Ölkessel, als Spitzenlast, zum Einsatz. Zwei 25 m³ fassende Pufferspeicher runden das System ab. Durch die Einspeisung des Stroms aus der Biogasanlage werden gegenüber dem bundesdeutschen Strommix ca. 2.900 t CO2 jährlich eingespart. Durch die Nutzung der Abwärme des Biogas-BHKW sowie die Holzhackschnitzelheizung werden ca. 1.200 t CO2 eingespart. Die solare Stromerzeugung erspart weitere rund 180 t. Insgesamt ergibt sich eine CO2-Einsparung von über 4.200 t jährlich, über die nächsten 20 Jahre sind das insgesamt über 80.000 Tonnen, ein nennenswerter Beitrag zum Klimaschutz.

### Wolpertshausen
Wolpertshausen bei Schwäbisch Hall (Baden-Württemberg) mit 1800 Einwohnern wird zu 50 Prozent aus erneuerbaren Energien versorgt (2006). Das Ökologische Wohngebiet Wolpertshausen wird komplett über Nahwärme bzw. eine Biogas-Gemeinschaftsanlage versorgt (Inbetriebnahme: 1996).

## Geplante Projekte

### Landkreis Göttingen
Nach dem Vorbild des ersten deutschen Bioenergiedorfs Jühnde sollen im Raum Göttingen weitere Bioenergiedörfer entstehen. Seit Mitte 2007 werden für sieben Dörfer im Landkreis Göttingen Machbarkeitsstudien erarbeitet. Die Projekte Bioenergiedorf Reiffenhausen und Bioenergiedorf Wollbrandshausen-Krebeck befinden sich seit Juni bzw. August 2009 in der Umsetzung.

### Martinshöhe
Die Ortsgemeinde Martinshöhe (etwa 1700 Einwohner) in der Verbandsgemeinde Bruchmühlbach-Miesau, in der Westpfalz gelegen, plant, Bioenergiedorf zu werden. Die im Februar vorgelegte Machbarkeitsstudie wies die Wirtschaftlichkeit des Projektes bei einem Anschluss von 70 % aller Gebäude nach. Vorgesehen ist der Bau einer Biogasanlage (250 kW) zur Abdeckung der Grundlast und der Bau einer Holzhackschnitzelfeuerungsanlage mit Spitzenlastkessel. Der Gesamtwärmebedarf beträgt 5 MW.

### Grimburg
Die Ortsgemeinde Grimburg sollte das erste Bioenergiedorf in Rheinland-Pfalz werden. Mit Hilfe des Investors Pfalzwerke AG sollte im Rahmen des 4-Millionen-Euro-Projekts den 180 Haushalten in Grimburg die Möglichkeit gegeben werden, ihre Wärmeversorgung über ein Nahwärmenetz zu decken, das durch das Blockheizkraftwerk einer Biogasanlage versorgt werden sollte. Zum Einsatz waren ausschließlich nachwachsende Rohstoffe vorgesehen. Am 16. Februar 2010 zog sich der Investor aufgrund nicht ausräumbarer Unstimmigkeiten aus dem Projekt zurück.

### Neckargemünd (Weststadt)
Im Neckargemünder Stadtteil Weststadt laufen Planungen zur Errichtung eines Heizwerkes auf der Basis von Holzhackschnitzeln. Das Projekt BEST – Bioenergiestadtteil Neckargemünd Weststadt soll genossenschaftlich organisiert werden und Privathaushalte wie örtliche Großverbraucher mit Heizwärme versorgen.

## Abwägung
→ Siehe auch: Artikel „Bioenergie“, Abschnitt Bewertung der Bioenergien.
Bioenergiedörfer haben spezielle Vor- und Nachteile, neben den allgemeinen der Bioenergien:

### Vorteile
- Größere Unabhängigkeit von konventionellen Energieversorgern und steigenden Preisen für Strom, Erdgas, Erdöl etc. Die Ausgaben für Energie bleiben zu einem großen Teil in der Region und fließen nicht ins Ausland ab.[57]
- Finanzielle Einnahmen: Durch den Eigenbetrieb von Anlagen kann die Gemeinde oder ein lokales Stadtwerk Einnahmen und Gewinne erzielen. Im Fall von Bürgeranlagen profitieren die Einwohner direkt, bei Anlagen, die durch kommerzielle Investoren betrieben werden, kann die Gemeinde mit Gewerbesteuern rechnen.[57]
- Lokale Beschäftigung: Installation, Wartung und Betrieb Erneuerbarer-Energie-Anlagen bedeuten häufig Aufträge für lokale Betriebe wie z. B. Handwerker, Servicetechniker oder Rohstoffzulieferer.
- Imagegewinn: Erneuerbare Energien stehen für eine moderne, fortschrittliche Energieversorgung.[57] Wettbewerbe wie die „Solarbundesliga“ zeigen die Innovationsfreudigkeit von Kommunen.
- Viele Gemeinden nutzen ihr Engagement im Bereich Erneuerbare Energien als Tourismus-Magnet. Das Bioenergiedorf Jühnde in Niedersachsen oder die Energielandschaft Morbach in Rheinland-Pfalz beispielsweise ziehen sehr viele Menschen an, die sich ein Bild davon machen wollen, wie sich eine Gemeinde energieautark machen kann.[57]
- Neue Perspektiven für die Region: Da Erneuerbare-Energien-Projekte häufig in ländlichen Regionen realisiert werden, bedeutet die daraus resultierende wirtschaftliche Dynamik auch, dass junge Leute vor Ort verstärkt Perspektiven sehen und die Landflucht abnimmt.
- Planungshoheit: Besonders bei Photovoltaik-Freiflächenanlagen verfügen Kommunen über die zentrale Planungshoheit. Sie bestimmen den Rahmen der Umsetzung.

### Nachteile
- Es sind zunächst hohe Investitionen notwendig, die sich erst nach mehreren Jahren amortisieren.
- Das Konzept funktioniert nur, wenn ein nennenswerter Anteil der Einwohner teilnimmt und sich an das Nahwärmenetz anschließen lässt.[58]
- Einige Bioenergie-Technologien sind nur mit staatlicher Förderung (beispielsweise durch das Erneuerbare-Energien-Gesetz) wirtschaftlich rentabel zu betreiben.